# Plage de Kotohiki

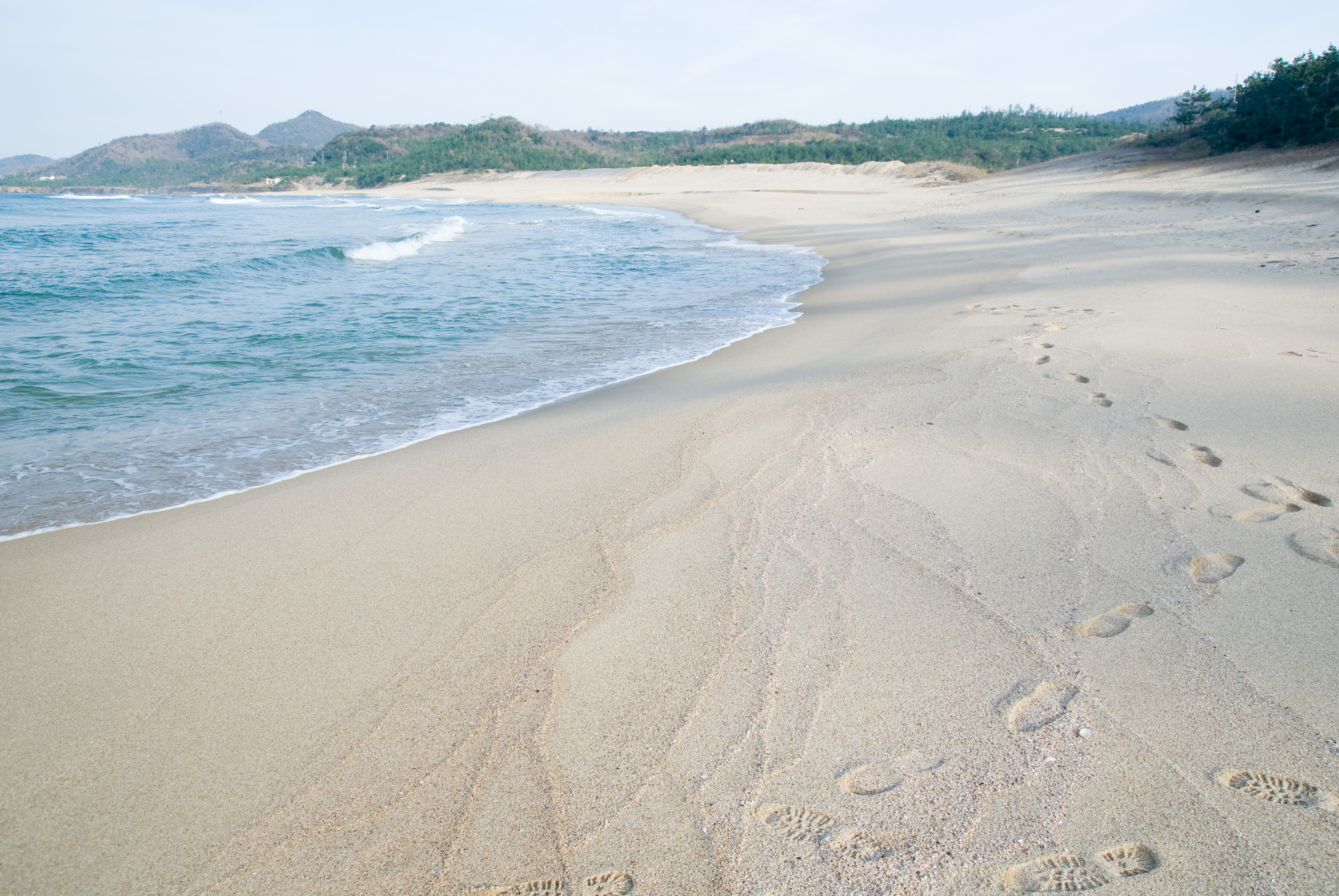
Plage de Kotohiki.

La plage de Kotohiki (琴引浜, Kotohikihama) se trouve à Kyōtango dans la préfecture de Kyoto au Japon.

## Monument naturel
La plage de Kotohiki est un monument naturel désigné de niveau national ainsi qu'un lieu de beauté pittoresque qui forme une partie du parc quasi national Tango-Amanohashidate-Ōeyama.

## Histoire
En 1996, le Ministère de l'Environnement sélectionne le son des sables pour l'intégrer dans la liste des 100 sons naturels du Japon.
En 1997, la plage a connu une marée noire à cause du naufrage d'un bateau pétrolier russe, le « Nakhodka » ; des bénévoles ont aidé à nettoyer.
En 2001, Kotohiki est devenue la première plage du Japon où il est interdit de fumer.